# Любковиці
Любковиці (пол. Lubkowice, нім. Johannisberg) — село в Польщі, у гміні Ґосьцино Колобжезького повіту Західнопоморського воєводства.
Населення — 105 осіб (2011).

## Демографія
Демографічна структура станом на 31 березня 2011 року:
|          | Загалом | Допрацездатний вік | Працездатний вік | Постпрацездатний вік |
| -------- | ------- | ------------------ | ---------------- | -------------------- |
| Чоловіки | 51      | 13                 | 36               | 2                    |
| Жінки    | 54      | 12                 | 33               | 9                    |
| Разом    | 105     | 25                 | 69               | 11                   |